# Pedro de Azuaga
Pedro de Azuaga OFM (Azuaga, 1539 - Santiago, 1597) fue un religioso español, nombrado obispo de Santiago de Chile en 1595.

## Vida
Era de orígenes humildes, natural de Azuaga, Extremadura. 
Religioso franciscano, posteriormente se titularía de teólogo en Salamanca, para después servir en Andalucía, en el Nuevo Reino de Granada y en México. Fue allí donde realizó un bullado sermón sobre la cuestión indígena, donde planteaba la salvación de estos en su inocencia y el conocimiento de las leyes naturales.
El 7 de febrero de 1596 es apuntado obispo de Santiago, tras la muerte de Diego de Medellín en 1593, mientras visitaba la zona en calidad de visitador desde el Nuevo Reino de Granada. Presentado por el rey Felipe II de España, y confirmado por el papa Clemente VIII, falleció sin poder ser consagrado, en la ciudad de Santiago en 1597.

## Obra
De él se conserva un testimonio inédito sobre la búsqueda de un buen gobierno en las Indias, en las que refiere el gran error que compondría la acaparación del territorio americano por los españoles, por lo que los mismos indígenas quedan en pocas oportunidades contra ellos.

## Sucesión
| Predecesor: Diego de Medellín OFM | Obispo de Santiago de Chile 1595 - 1597 | Sucesor: Juan Pérez de Espinosa OFM |